# Kör (geometria)

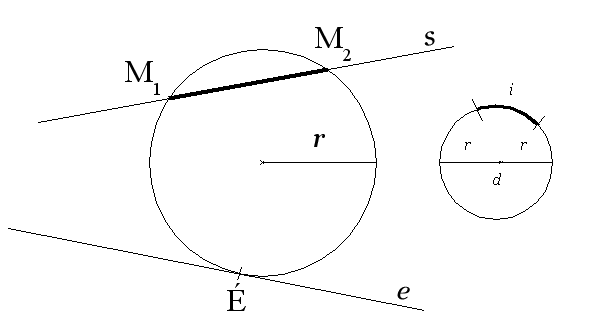
A kör és részei, nevezetes vonalak

A kör vagy körvonal egy geometriai alakzat. A geometriai meghatározás szerint kör alatt a geometriai sík tér azon pontjainak halmazát értjük, amely pontok a sík egy meghatározott pontjától (középpont) adott (sugárnyi) távolságra helyezkednek el. Körlapnak, illetve körlemeznek nevezhetjük a pontoknak azon halmazát, amelyeknek a kör középpontjától mért távolsága kisebb vagy egyenlő a kör sugarával.

## Nevezetes vonalak, körrészek
Az érintő olyan egyenes (ábrán: e), amelynek pontosan egy közös pontja van a körrel (É).
A szelő (s) olyan egyenes, amely két pontban (M1 ill. M2) metszi a körvonalat.
A húr olyan szakasz, mely a szelő (s) egyenes része, és végpontjai a körvonal pontjai (M1 ill. M2). Más szóval a húr nem más mint a szelő és a körlap metszete (halmazmetszet).
A húr illetve a szelő a körlapot két körszeletre bontja (vágja, szeli).
A sugár vagy rádiusz (r) a kör középpontját és a kör egy pontját összekötő szakasz, de ezek hosszát is sugárnak szokták nevezni, habár sugárhossz lenne a helyes.
Az átmérő (d) olyan húr, amely tartalmazza a középpontot ( áthalad a középponton / belső pontja a középpont). E szakaszok hosszát is szokták egyszerűen átmérőnek nevezni. Az átmérő hossza kétszer akkora, mint a sugár hossza ( d=2r ).
A körvonalat bármely két pontja két diszjunkt összefüggő részre (vonalra) osztja. Ezeket a részeket körívnek illetve egyszerűen ívnek (i) nevezzük 
A körcikk olyan síkidom, melyet két sugár és egy ív határol. Ennek speciális esete a félkör, mely egyben speciális szelet is.
A körgyűrű két koncentrikus kör közé eső sáv.
A kör beleírható sokszögének illetve húrsokszögnek nevezzük azt a szabályos sokszöget, melynek összes csúcsa a körívre illeszkedik, illetve minden oldala a kör húrja.
A kör köréírható sokszögének illetve érintősokszögnek nevezzük azt a szabályos sokszöget, melynek az összes oldala érinti a körívet.
A körívtetőpont magassága - Egy húr középpontjára állított merőleges hossza a közelebbi körvonalig. Fontos elem az építészetben a kupolák és boltívek méretezésénél, valamint az optikában a fókuszpont megállapításához. Latinul sagitta (íj). Függvényként verszinusz néven ismeretes.

## Kerület és terület
A kör kerülete: {\displaystyle K={2r\pi }}
A körlap területe: {\displaystyle T={r^{2}\pi }} vagy {\textstyle T={d^{2}\pi  \over 4}}

## Egységkör
Ha a kör sugara egységnyi, akkor egységkörnek is nevezik.

## Kör az analitikus (koordináta) geometriában
A koordinátageometriában, ahol a középponttól való eltérést x ‒ y mutatja, és a kör középpontja (a,b), a kör sugara pedig r, a körvonal pontjait a következő egyenlettel határozhatjuk meg:
{\displaystyle \left(x-a\right)^{2}+\left(y-b\right)^{2}=r^{2}}
Ha a kör középpontja az origó, a képlet leegyszerűsödik:
{\displaystyle x^{2}+y^{2}=r^{2}}

## Számítógépes rajzolás
Kör
– r sugarú
– kx x és ky y középpontú körnek az alábbi pszeudokóddal kaphatjuk meg a pontjait:

radian:=(2*pi);
for I := 0 to round(radian*r) do begin
xkoordinatak[i]:={\displaystyle kx+sin(radian\cdot (i/(2\cdot r\cdot \pi )))\cdot r}
ykoordinatak[i]:={\displaystyle ky+cos(radian\cdot (i/(2\cdot r\cdot \pi )))\cdot r}
end;

Beleírható sokszög
– r sugarú
– kx x és ky y középpontú körben az alábbi pszeudokóddal kaphatjuk meg az n oldalú sokszög csúcsait:

belsoszog:=360/n;
for i:=0 to n do begin
xkoordinatak[i]:={\displaystyle kx+sin(belsoszog\cdot (i/({2\cdot r\cdot \pi })))\cdot r}
ykoordinatak[i]:={\displaystyle ky+cos(belsoszog\cdot (i/({2\cdot r\cdot \pi })))\cdot r}
end;

Köréírható sokszög
– r sugarú
– kx x és ky y középpontú körben az alábbi pszeudokóddal kaphatjuk meg az n oldalú sokszög csúcsait:

belsoszog:=360/n;
atfogo:={\displaystyle {\sqrt {(tan(belsoszog/2)\cdot r)^{2}+r^{2}}}}; //Pitagorasz alapján
for i:=0 to n do begin
xkoordinatak[i]:={\displaystyle kx+sin(belsoszog\cdot (i/({2\cdot atfogo\cdot \pi })))\cdot atfogo}
ykoordinatak[i]:={\displaystyle ky+cos(belsoszog\cdot (i/({2\cdot atfogo\cdot \pi })))\cdot atfogo}
end;

## Lásd még
- Koordinátageometria